# Миљан
Миљан је мушко име јужнословенског порекла. Настало је од придева мио или миљен.
Познати људи са именом су:
- Миљан Гољовић (рођ. 1971), српски пензионисани словеначки кошаркаш
- Миљан Говедарица (рођ. 1994), бх. фудбалер
- Миљан Миљанић (1930—2012), српски фудбалски тренер
- Миљан Мрдаковић (рођ. 1982), српски фудбалер
- Миљан Павковић (рођ  1981), српски кошаркаш